# Boussy-Saint-Antoine
 Boussy-Saint-Antoine  es una población y comuna francesa, ubicada en la región de Isla de Francia, departamento de Essonne, en el distrito de Évry y cantón de Épinay-sous-Sénart.

## Demografía
| 578 | 2360 | 5990 | 5982 | 5924 | 6352 |
| Para los censos de 1962 a 1999 la población legal corresponde a la población sin duplicidades (Fuente: INSEE [Consultar]) |      |      |      |      |      |